# Pillar

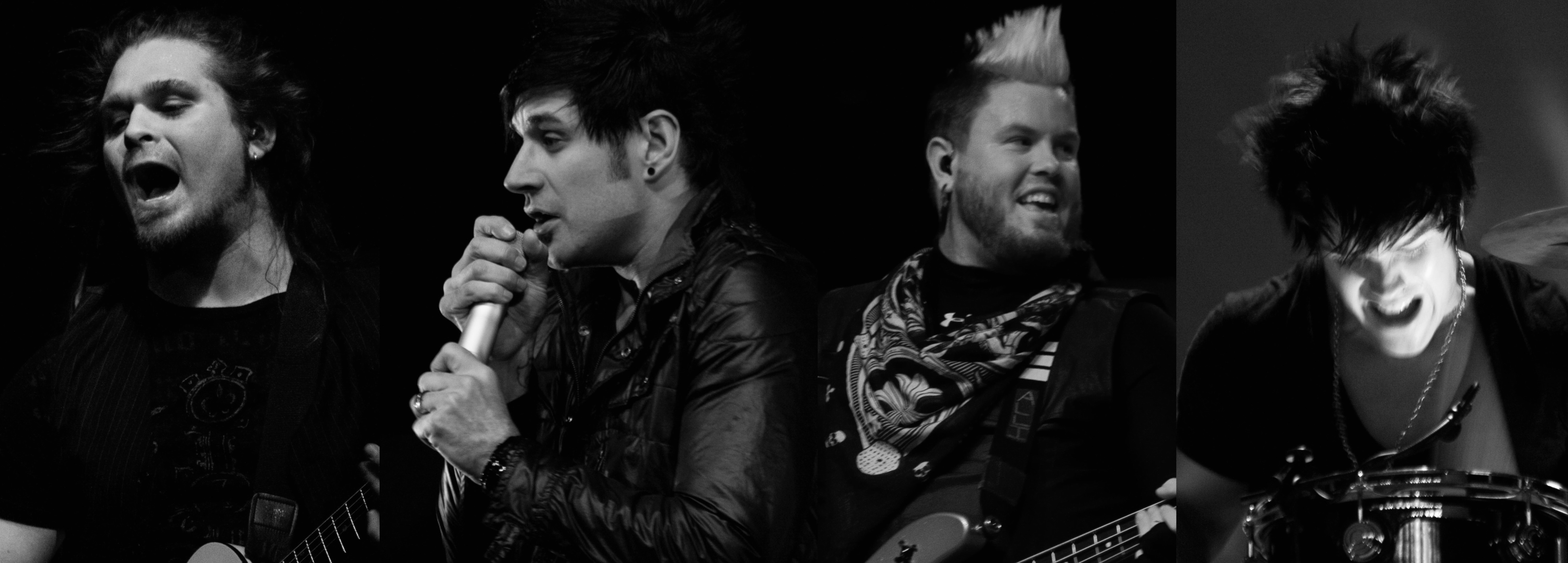

Pillar est un groupe de rock chrétien, créé en 1998 au Kansas.

## Discographie
- Above (2000)
- Fireproof (2002)
- Broken Down: The E.P. (2003)
- Fireproof (2003)
- Bring Me Down (2004)
- Where Do We Go From Here (2004)
- Where Do We Go From Here (Limited Edition) (2005)
- Nothing Comes For Free (2006)
- The Reckoning (2006)
- For The Love Of The Game (2008)
- Confessions (2009)
- One Love Revolution (2015)